# Barbadische Davis-Cup-Mannschaft
Die barbadische Davis-Cup-Mannschaft ist die Herren-Tennisnationalmannschaft von Barbados. 

## Geschichte
Seit 1990 nimmt Barbados am Davis Cup teil, qualifizierte sich bislang aber noch nie für die Weltgruppe. Erfolgreichster Spieler ist Haydn Lewis mit insgesamt 37 Siegen. Bernard Frost ist mit 35 Teilnahmen Rekordspieler.